# Auerbachsche Waisenhäuser
Die Auerbachschen Waisenhäuser waren Waisenhäuser in Berlin.

## Gründer
Baruch Auerbach, ein deutsch-jüdischer Pädagoge (1793–1864), kümmerte sich ab 1833 um Waisenkinder und gründete aus diesem Grund Häuser für eben diese Waisenkinder.

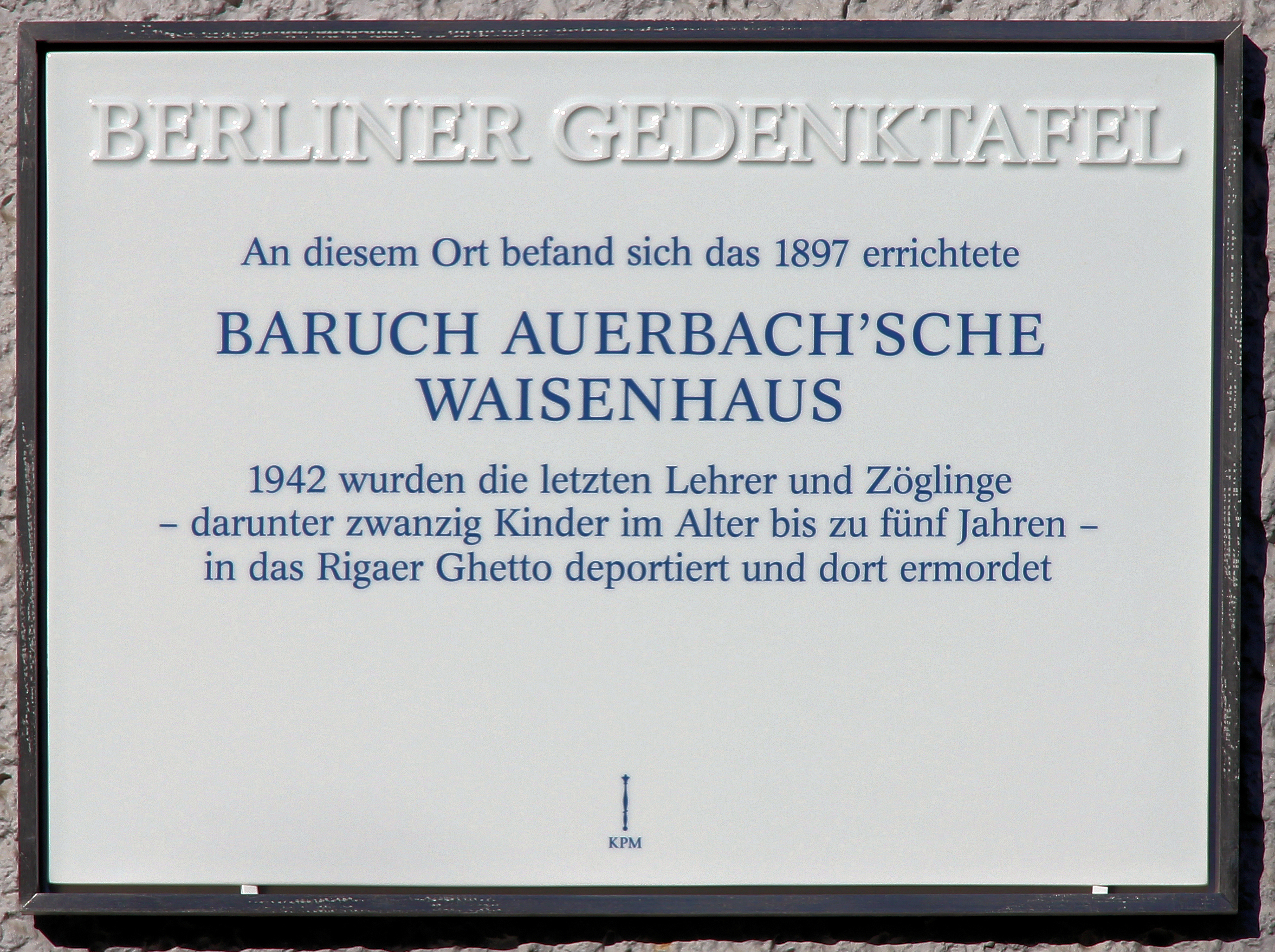
Berliner Gedenktafel am Haus Schönhauser Allee 162, in Berlin-Prenzlauer Berg

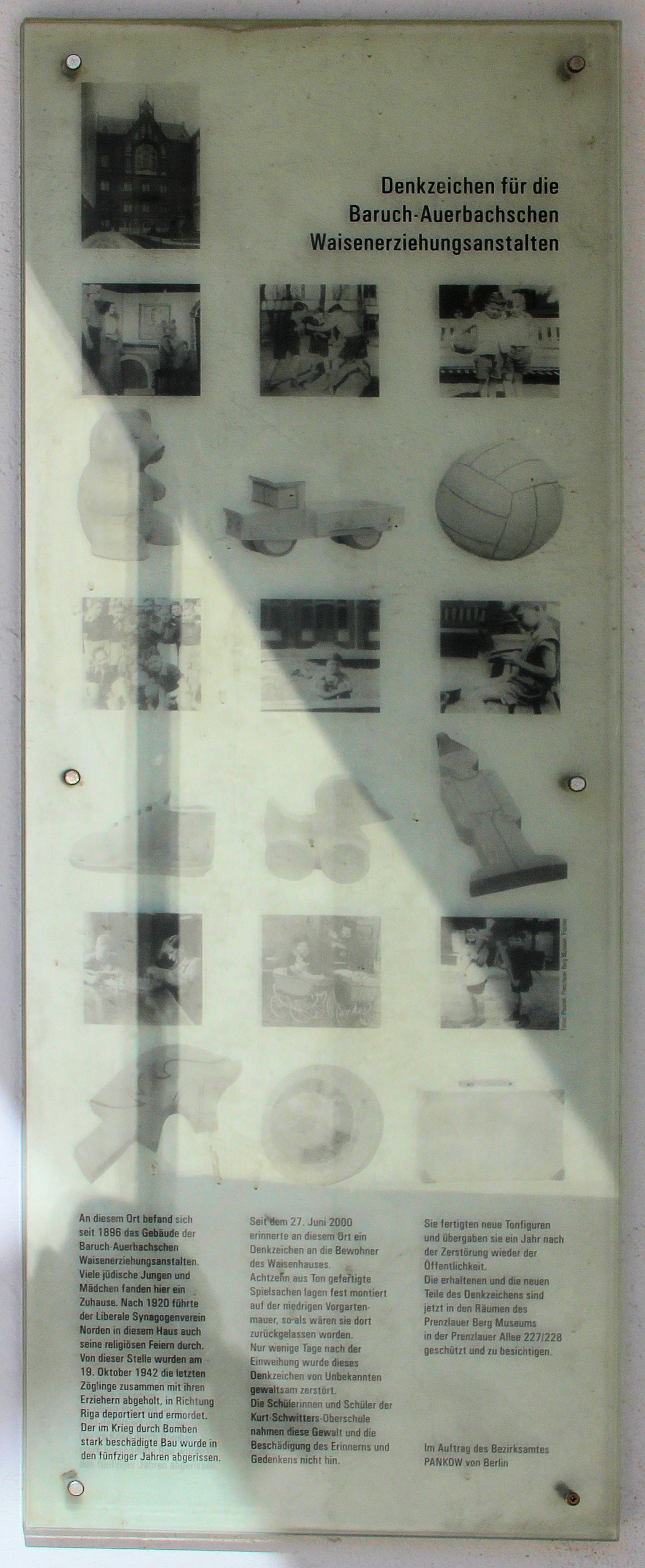
Informationstafel am Haus Schönhauser Allee 162, in Berlin-Prenzlauer Berg

## Geschichte
Bereits 1833 hatte Auerbach im Haus in der Rosenstraße ein Waisenhaus für Knaben gegründet, welches später in die Oranienburger Straße umzog. Am Standort Rosenstraße richtete er dann 1844 das erste Waisenhaus für Mädchen ein. Diese Waisenhäuser waren seinerzeit beispielgebend für die deutschsprachigen Länder. Beide Einrichtungen leitete er bis zu seinem Tod.
Im Jahr 1887 wurden die Waisenhäuser für Knaben und für Mädchen zu den Baruch Auerbach´schen Waisen-Erziehungs-Anstalten für jüdische Knaben und Mädchen zusammengefasst. Dafür entstand in der Schönhauser Allee 162, gegenüber dem Jüdischen Friedhof, ein Neubau, der 1897 eingeweiht werden konnte. Die Architekten Höniger und Sedelmeier hatten ein Ensemble von Backsteingebäuden im neogotischen Stil entworfen und leiteten die Bauarbeiten. Für die Zöglinge gab es das Knaben- und das Mädchenhaus, die durch die Turnhalle und andere Gemeinschaftsräume miteinander verbunden waren. Zudem befand sich in dem Baukomplex ein großer Gemeinschaftsraum, ausgestattet mit einer Orgel, in dem allgemeine Veranstaltungen und auch Fest-Gottesdienste abgehalten werden konnten.
Den Vorplatz des Waisenhauses schmückte ein Standbild Kaiser Friedrichs III. In dem Neubau konnten mehr als 80 Waisen aufgenommen werden; das Haus in der Rosenstraße blieb als Nebenstandort erhalten. 1923 nahm auch die von Hermann Falkenberg neugegründete Liberale Synagoge Nord ihren Sitz in dem Gebäude.
1942 wurden die letzten 89 Lehrer und Zöglinge in das Rigaer Ghetto deportiert. Die Gebäude des Waisenhauses wurden 1945 durch Kriegseinwirkungen zerstört und 1950 abgetragen. Ein Mauerrest blieb erhalten. Das Grundstück wurde später mit einer Wohnanlage überbaut. Eine Informationstafel erinnert heute an die Geschichte des Grundstücks und die mutwillige Zerstörung eines zwischenzeitlich installierten „Denkzeichens“.

## Bekannte Kinder, die im Auerbachschen Waisenhaus gelebt haben
- Walter Frankenstein[4][5][6][7]
- Hans Rosenthal